# Noriko Ohara
Noriko Tobe (戸部 法子 Tobe Noriko?, neé Ohara; Tokio, 2 de octubre de 1935 – 12 de julio de 2024), más conocida por su nombre artístico Noriko Ohara (小原 乃梨子 Ohara Noriko), fue una actriz y narradora japonesa.

## Carrera
Anteriormente estuvo representada por Aoni Production, y después por Production Baobab, pero más tarde fue autónoma.
Fue mejor conocida sobre todo por sus papeles de Nobita Nobi (Doraemon), todas las villanas principales de la serie Time Bokan (incluida Doronjo tanto en el Yatterman original como en su remake), Conan (Conan, el niño del futuro), Peter (Heidi, la niña de los Alpes), Penélope Glamour (Los autos locos), Oyuki (Urusei Yatsura) y Claudia LaSalle (The Super Dimension Fortress Macross).
En la primera edición de los Premios Seiyu, en 2007, ganó el Premio al Logro. En la séptima edición de los Premios Seiyu, en 2013, ganó el Premio a la Sinergia por maximizar el atractivo de la actuación de voz en el conjunto de una obra.
Ohara falleció a causa de una enfermedad el 12 de julio de 2024, a la edad de 88 años.

## Vida personal
Su hijo es el animador de Sunrise Atsuo Tobe (戸部敦夫 Tobe Atsuo).

## Filmografía

### Animación televisiva
- Attack No. 1 (1969) (Cathy)
- Sazae-san (1969) (Kōichi Ishida)
- Andersen Stories (1971) (Ferone the Ice Maiden)
- Calimero (1972) (Giuliano)
- Doraemon (1973) (Tamako Nobi)
- Wansa-kun (1973) (Wansa)
- Alps no Shōjo Heidi (1974) (Peter)
- La Seine no Hoshi (1975) (Catherine)
- Time Bokan series (1975) (Maajo, Doronjo, Muujo, Ataasha, Mirenjo, Munmun, Yanyan, Ruuju)
- Chōdenji Machine Voltes V (1977) (Hiyoshi Gō)
- Yatterman (1977) (Doronjo)
- Nobody's Boy: Remi (1978) (Mattia)
- Future Boy Conan (1978) (Conan)
- Space Battleship Yamato II (1978) (Sabera, Jiro Shima)
- Space Pirate Captain Harlock (1978) (Mime)
- Starzinger (1978) (Beramis)
- Doraemon (1979) (Nobita Nobi, Nobisuke Nobi (child))
- Urusei Yatsura (1981) (Oyuki)
- Tokimeki Tonight (1982) (Shiira Eto)
- The Super Dimension Fortress Macross (1982) (Claudia LaSalle, Narrator)
- Crusher Joe (1983) (Ricky)
- Genesis Climber Mospeada (1983) (Refless)
- Soreike! Anpanman (1988) (Black Rose Queen, Snow Queen)
- Yatterman Night (2015) (Doronjo)

### Animación teatral
- The Great Adventure of Horus, Prince of the Sun (1968) (Chiro the Squirrel)
- Do It! Yasuji's Pornorama (1971)
- Doraemon: Nobita's Dinosaur (1980) (Nobita Nobi)
- Doraemon: The Records of Nobita, Spaceblazer (1981) (Nobita Nobi)
- Doraemon: Nobita and the Haunts of Evil (1982) (Nobita Nobi)
- Doraemon: Nobita and the Castle of the Undersea Devil (1983) (Nobita Nobi)
- Urusei Yatsura: Only You (1983) (Oyuki)
- Doraemon: Nobita's Great Adventure into the Underworld (1984) (Nobita Nobi)
- Doraemon: Nobita's Little Star Wars (1985) (Nobita Nobi)
- Urusei Yatsura 3: Remember My Love (1985) (Oyuki)
- Doraemon: Nobita and the Steel Troops (1986) (Nobita Nobi)
- Doraemon: Nobita and the Knights on Dinosaurs (1987) (Nobita Nobi)
- Doraemon: The Record of Nobita's Parallel Visit to the West (1988) (Nobita Nobi
- Urusei Yatsura: The Final Chapter (1988) (Oyuki)
- Doraemon: Nobita and the Birth of Japan (1989) (Nobita Nobi
- Doraemon: Nobita and the Animal Planet (1990) (Nobita Nobi)
- Doraemon: Nobita's Dorabian Nights (1991) (Nobita Nobi
- Urusei Yatsura: Always My Darling (1991) (Oyuki)
- Doraemon: Nobita and the Kingdom of Clouds (1992) (Nobita Nobi)
- Doraemon: Nobita and the Tin Labyrinth (1993) (Nobita Nobi)
- Doraemon: Nobita's Three Visionary Swordsmen (Snemis) (1994) (Nobita Nobi)
- Doraemon: Nobita's Diary of the Creation of the World (1995) (Nobita Nobi)
- Doraemon: Nobita and the Galaxy Super-express (1996) (Nobita Nobi)
- Doraemon: Nobita and the Spiral City (1997) (Nobita Nobi)
- Doraemon: Nobita's Great Adventure in the South Seas (1998) (Nobita Nobi)
- Doraemon: Nobita Drifts in the Universe (1999) (Nobita Nobi)
- Doraemon: Nobita and the Legend of the Sun King (2000) (Nobita Nobi
- Doraemon: A Grandmother's Recollections (2000) (Nobita Nobi)
- Doraemon: Ganbare! Gian!! (2001) – Iaiko (Nobita Nobi)
- Doraemon: Nobita and the Winged Braves (2001) (Nobita Nobi)
- Doraemon: Nobita in the Robot Kingdom (2002) (Nobita Nobi)
- Doraemon: Nobita and the Windmasters (2003) (Nobita Nobi)
- Doraemon: Nobita in the Wan-Nyan Spacetime Odyssey (2004) (Nobita Nobi)

### Vídeo de animación original
- Kaze to Ki no Uta: Sanctus (1987) (Serge Battour)
- Urusei Yatsura: Inaba the Dreammaker (1987) (Oyuki)
- Urusei Yatsura: Raging Sherbet (1988) (Oyuki)
- Crusher Joe: The Ice Prison (1989) (Ricky)
- Crusher Joe: The Ultimate Weapon: Ash (1989) (Ricky)
- Doraemon: Nobita to Mirai Note (1994) (Nobita Nobi)
- Urusei Yatsura: The Obstacle Course Swim Meet (2010) (Oyuki)

### Drama televisivo
- Doraemon Haha ni Naru: Ōyama Nobuyo Monogatari (2015) (Nobita Nobi, Narrator)

### Videojuegos
- Gunbird (Rouge)
- Gunbird 2 (Shark)
- Tatsunoko vs. Capcom (Doronjo)

### Doblaje

#### Live-action
- Frankenstein's Army (Sacha (Luke Newberry))[6]
- Frankenstein Created Woman (1970 TV Asahi edition) (Christina Kleve (Susan Denberg))[7]
- Seven Golden Men (1982 TV Tokyo edition) (Giorgia (Rossana Podestà))[8]

#### Animación
- Josie and the Pussycats (Valerie Brown)
- The Perils of Penelope Pitstop (Penelope Pitstop)
- The Rescuers (Miss Bianca)
- Wacky Races (Penelope Pitstop)